# Pritchardia martii
Pritchardia martii är en enhjärtbladig växtart som först beskrevs av Charles Gaudichaud-Beaupré, och fick sitt nu gällande namn av Hermann Wendland. Pritchardia martii ingår i släktet Pritchardia och familjen Arecaceae. Inga underarter finns listade i Catalogue of Life.

## Bildgalleri

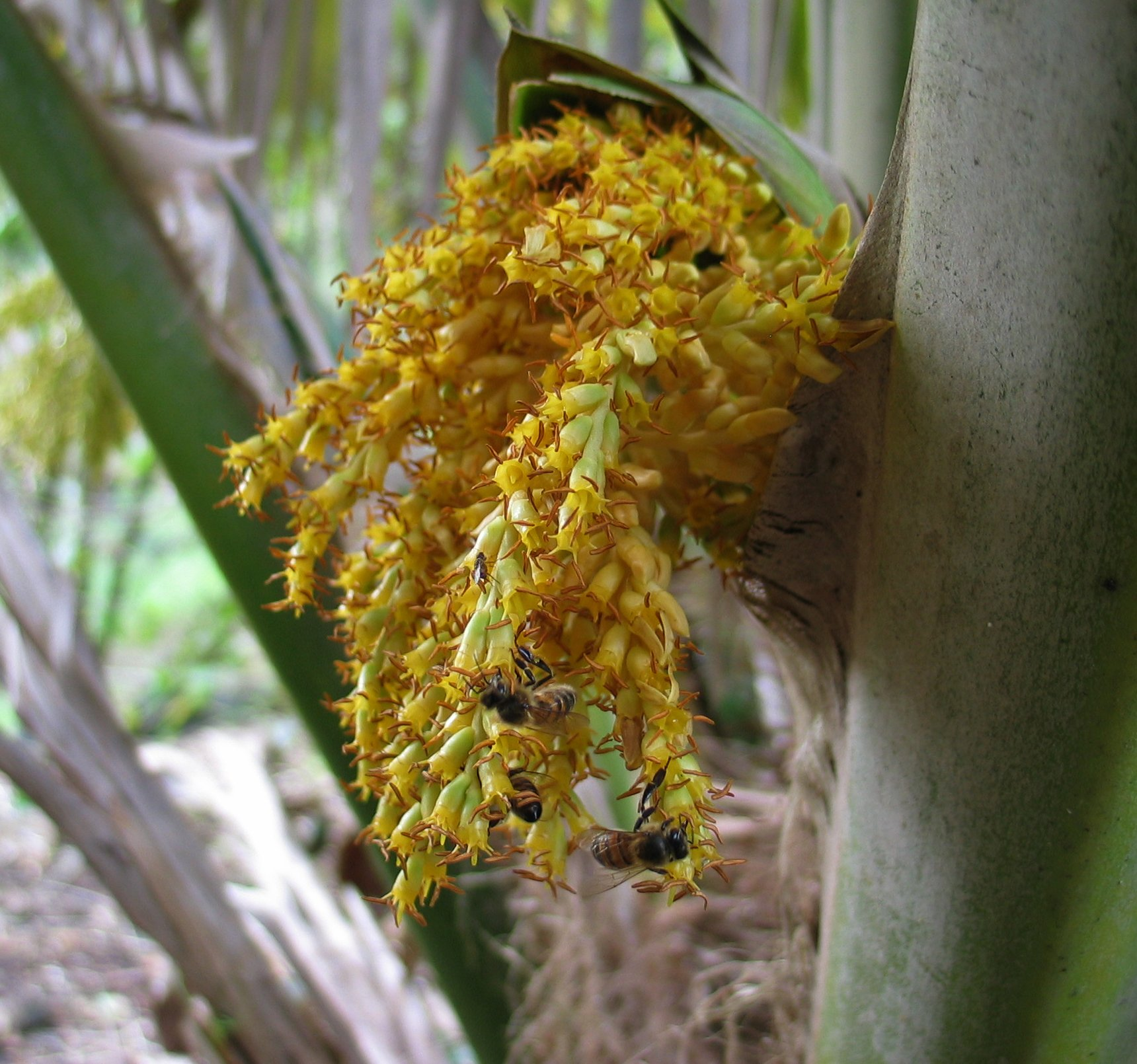
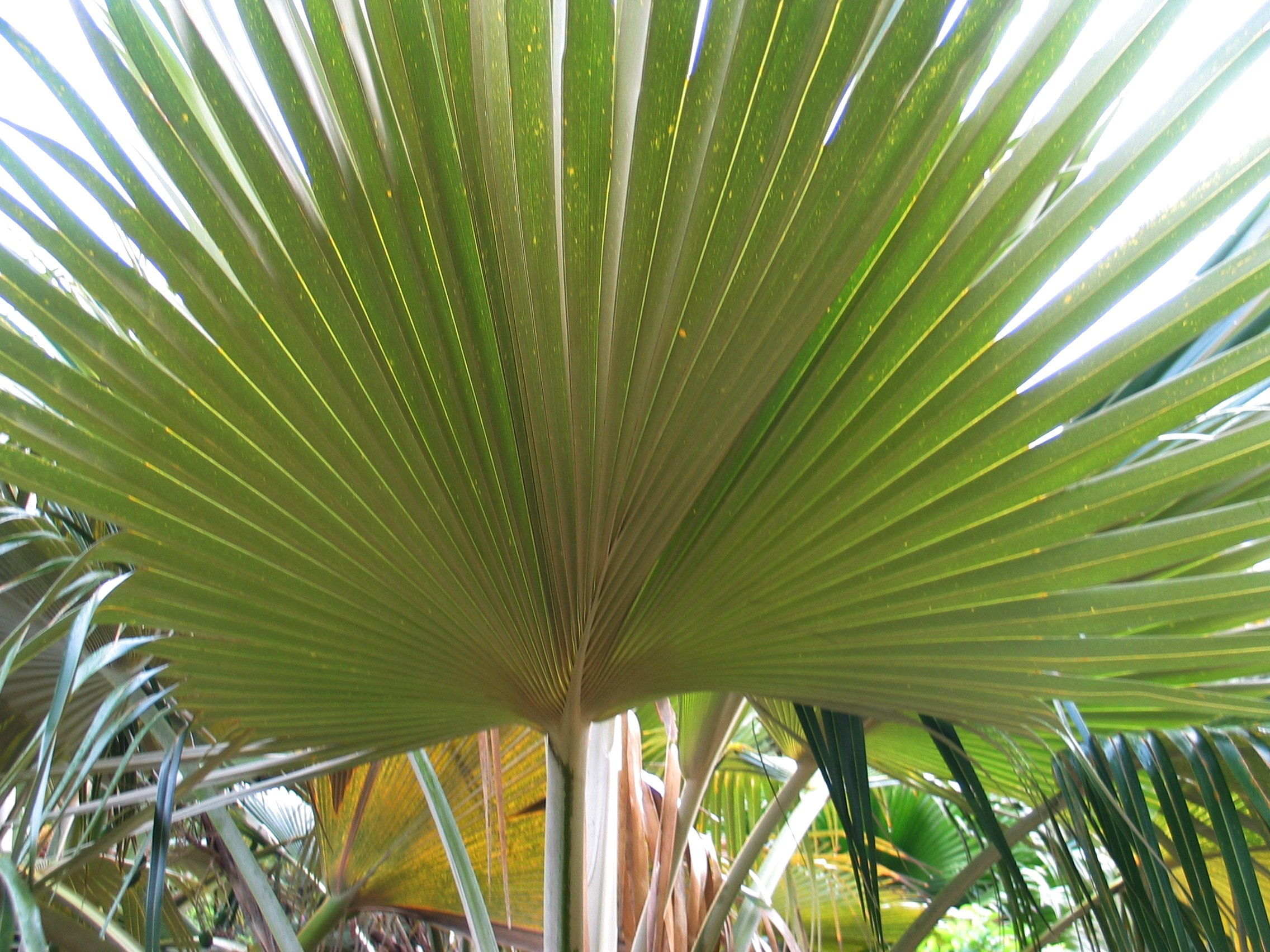
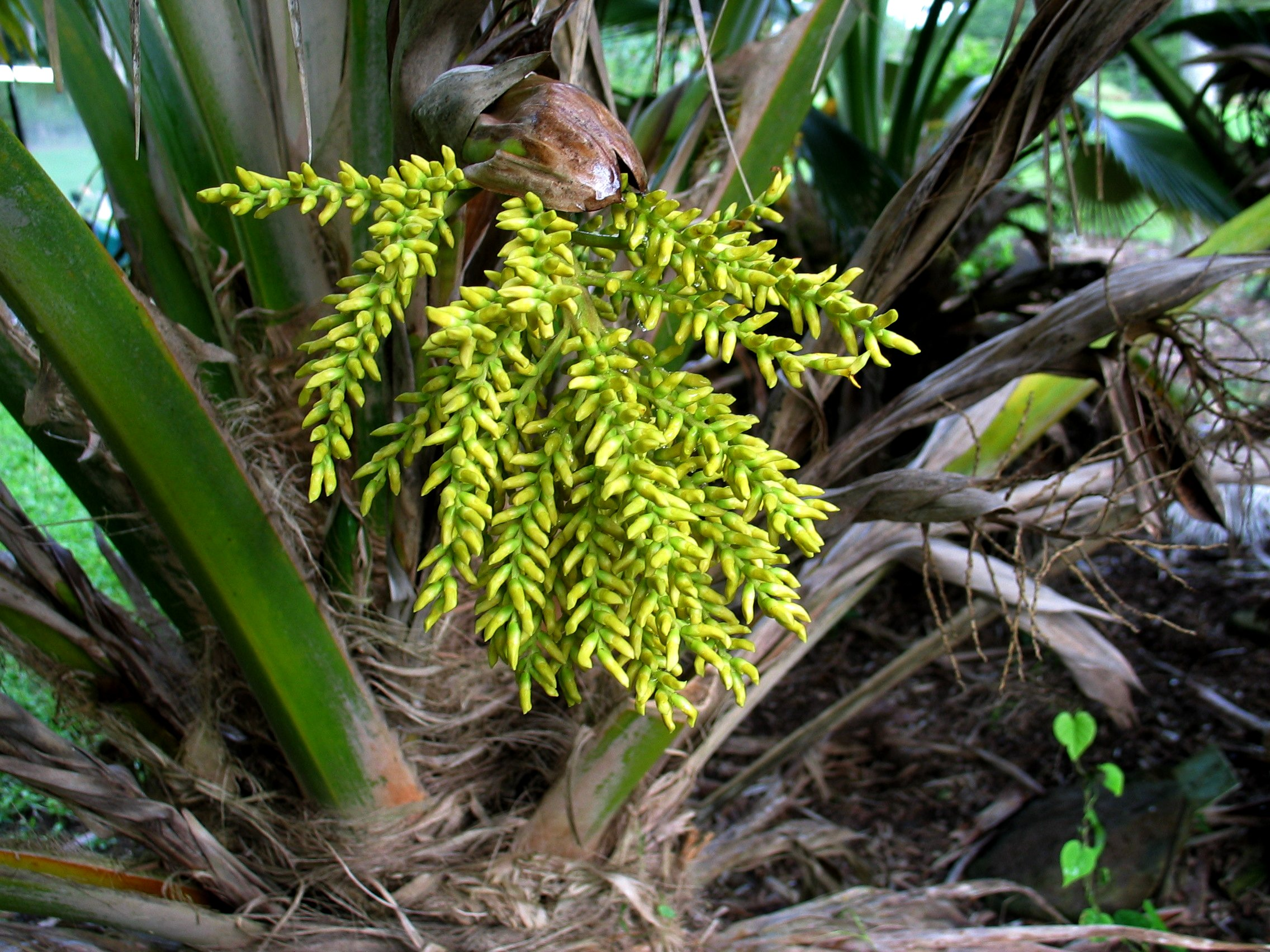
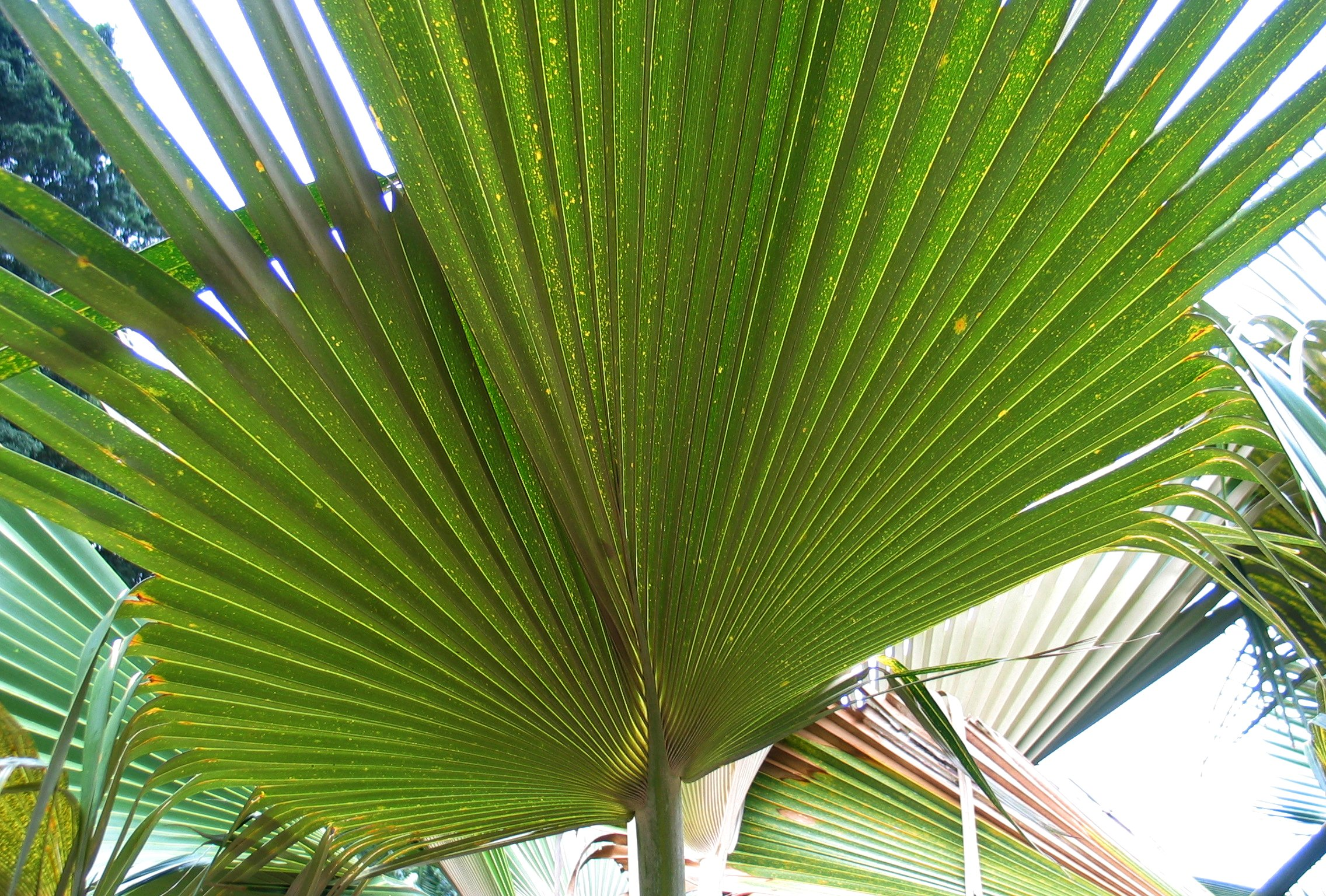